# Bitwa pod Akcjum

Plan sytuacyjny bitwy pod Akcjum

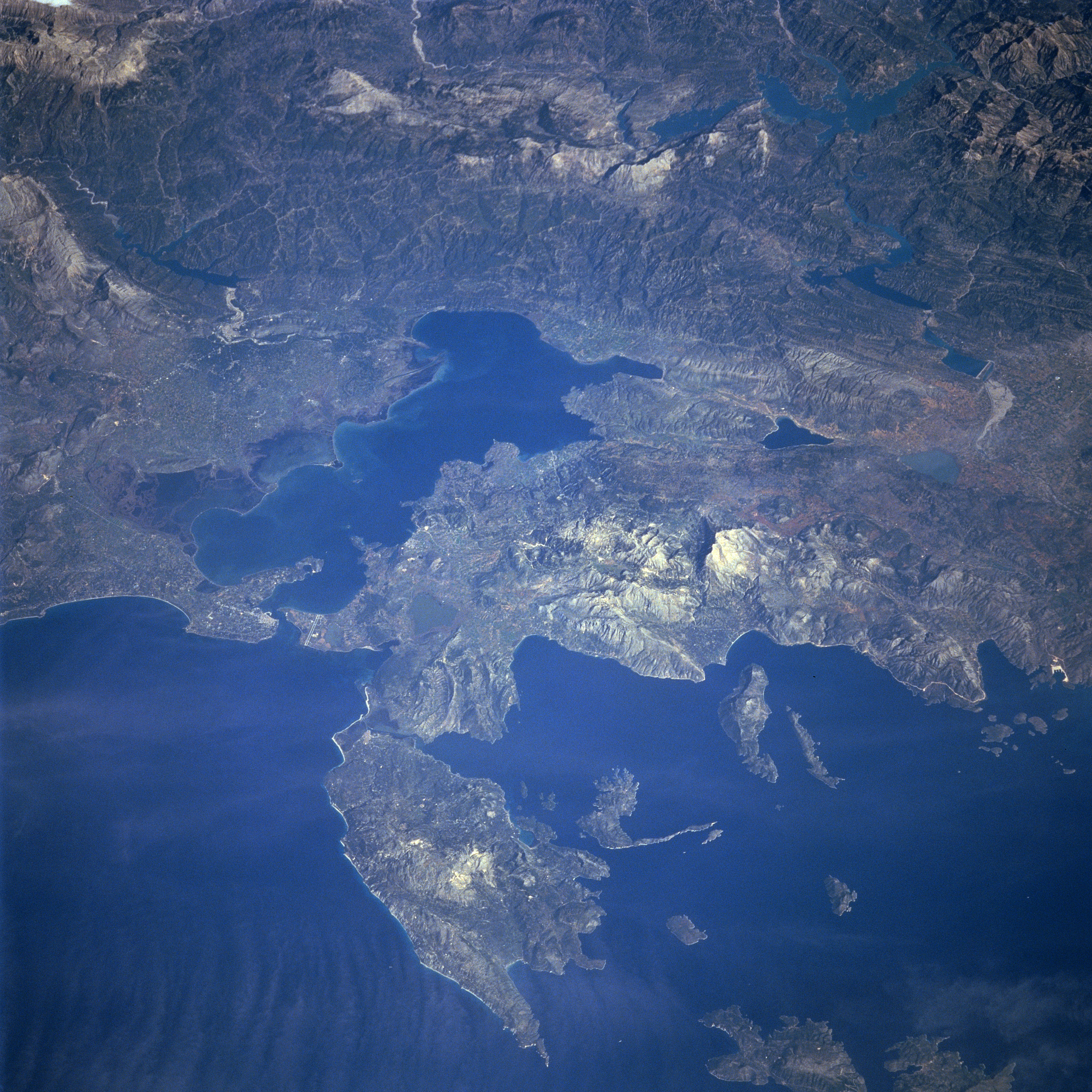
Zatoka Ambrakijska, u wejścia której rozegrała się bitwa, widziana z kosmosu

Bitwa pod Akcjum – bitwa morska starożytności, która rozegrała się 2 września 31 p.n.e. przy wejściu do Zatoki Ambrakijskiej. Było to decydujące starcie w trwającej w imperium rzymskim wojnie domowej między Oktawianem Augustem a Markiem Antoniuszem i wspierającą go egipską królową Kleopatrą. Bitwa zakończyła się całkowitym zwycięstwem floty Oktawiana, co pozwoliło mu przechwycić pełnię władzy w imperium. 

## Preludium
Gdy w roku 32 p.n.e. w imperium rzymskim wybuchła wojna domowa, władający rzymskim wschodem Marek Antoniusz jako pierwszy podjął kroki zaczepne. Przeprawił się do Grecji z potężną armią składającą się z 19 legionów (ok. 100–120 tys. żołnierzy plus 12 tys. jazdy) oraz flotą liczącą ok. 500 okrętów. Następnie dotarł do wybrzeży Morza Jońskiego, zamierzając w następnym roku rozpocząć działania bojowe na terytorium Italii.
Tymczasem po drugiej stronie Morza Jońskiego Oktawian i jego zaufany współpracownik, Marek Wipsaniusz Agrypa, szykowali armię złożoną z 80 tys. legionistów i 12 tys. jazdy oraz liczącą łącznie ok. 400 okrętów flotę wojenną. Doświadczony i utalentowany Agrypa, który kierował zarówno siłami lądowymi jak i morskimi Oktawiana (przyszły cesarz nie posiadał talentów wodzowskich), odgadł zamiary Antoniusza i śmiałym wypadem swej floty zdołał opanować kilka punktów na zachodnim wybrzeżu Grecji, osaczając coraz bardziej flotę Antoniusza, stacjonującą koło przylądka Akcjum w Zatoce Ambrakijskiej.
Po tych przygotowaniach Oktawian i Agrypa mogli wiosną 31 r. p.n.e. przetransportować swoją armię na ląd grecki i ustawić ją na bardzo dogodnych pozycjach. Całe lato przeciwnicy stali w odległości kilkudziesięciu kilometrów od siebie, nie spiesząc się do decydującej rozgrywki. Agryppa nie kwapił się do zaatakowania floty Antoniusza przez wąskie wejście do Zatoki Ambrakijskiej. Działał przezornie i zadbał o odcięcie wszelkich dostaw żywności dla floty i armii lądowej Antoniusza, które cierpiały głód, podczas gdy wojska Oktawiana otrzymywały regularne zaopatrzenie dzięki panowaniu na morzu. Siły Antoniusza topniały w dużym tempie. Dla przykładu, z 200 egipskich okrętów jakie na początku wyprawy dostarczyła mu Kleopatra, pozostało zaledwie 60. Pozostałe musiano spalić, gdyż w wyniku strat wśród załóg nie miał ich kto obsadzić.
Krytyczna sytuacja armii i floty skłoniła Antoniusza do przyjęcia rady Kleopatry, aby stoczyć generalną bitwę na morzu. Królowa Egiptu chciała ratować swoje państwo, ale Antoniusz nie miał innego wyjścia. Dysponował jeszcze 11 legionami w Egipcie, Syrii i Kyrene. Mógł zatem zaryzykować utratę armii lądowej pod Akcjum, byleby zwyciężyć na morzu i ocalić flotę. W tym celu trzeba było przełamać blokadę Zatoki Ambrakijskiej i przebić się na pełne morze.

## Sytuacja wyjściowa
W momencie rozpoczęcia bitwy Antoniusz dysponował flotą liczącą ok. 170 wielkich jednostek posiadających od pięciu do dziesięciu rzędów wioseł. Za tymi morskimi fortecami stało w drugiej linii 60 okrętów Kleopatry. Były to znacznie mniejsze statki, ale bardzo szybkie i zwrotne, przygotowane do manewrowania pod żaglami. Na jednostkach swej floty Antoniusz zaokrętował ponadto 22 tys. doborowych żołnierzy.
Flota Oktawiana i Agrypy liczyła ok. 400 okrętów. Składały się na nią głównie tzw. liburny. Były to jednostki doskonałe pod względem technicznym i bojowym: lekkie, szybkie i zwrotne, znakomite w manewrowaniu. Ciężkie okręty stanowiły tylko niewielką część floty Oktawiana.
Bitwę stoczono w wąskiej i płytkiej cieśninie, stanowiącej wejście do Zatoki Ambrakijskiej. Dął dosyć silny wiatr od strony lądu, pomyślny dla Antoniusza, a niepomyślny dla Agryppy, gdyż znosił do tyłu jego okręty.
Ugrupowanie bojowe floty Antoniusza opierało się o obydwa brzegi cieśniny, a okręty stojące w zwartym szyku stanowiły wysoką i niedostępną dla niskich liburn zaporę. Agrypa uznał więc, że uderzenie czołowe nie dawałoby mu szans. Jego plan polegał na wywabieniu przeciwnika na pełne morze, rozerwaniu jego zwartych szyków, a następnie zaatakowaniu szybkimi liburnami rozproszonych grup okrętów Antoniusza i Kleopatry.

## Bitwa
2 września 31 r. p.n.e., ok. godziny 12, flota Antoniusza wypłynęła z zatoki i ustawiła się na wprost przeciwnika. Flota Agrypy przyjęła z kolei linię półksiężyca z lekko wysuniętymi skrzydłami i popłynęła pod wiatr w jej kierunku. Okręty Agrypy zatrzymały się w niewielkiej odległości przed ugrupowaniem Antoniusza, jak gdyby wahając się z rozpoczęciem walki. Antoniusz widząc pozornie słabsze liburny postanowił nie zwlekać. Pierwsza uderzyła na przeciwnika eskadra z lewego skrzydła. Czekała ją jednak niespodzianka. Okręty Agryppy nie przyjęły bowiem walki, lecz zawróciły i zaczęły wycofywać się na pełne morze. Stworzyło to wrażenie słabości przeciwnika.
Dwie skrzydłowe eskadry Antoniusza rozpoczęły pościg, odchodząc od swych sił głównych, w rezultacie czego szyk jego ciężkich jednostek uległ rozluźnieniu. Na to czekał Agrypa. Środkowa jego eskadra całą siłą wioseł ruszyła na nieruchomo stojącą środkową eskadrę Antoniusza. Zawrzała bitwa, w której szybkie i zwrotne liburny zaczęły przeważać. Każdy z potężnych okrętów Antoniusza musiał walczyć z 2–3 liburnami.
W tym krytycznym dla Antoniusza momencie, egipskie okręty Kleopatry, stojące w drugiej linii i pod względem prędkości i zwrotności mogące rywalizować z liburnami, rozwinęły żagle i opuściły plac boju biorąc kurs na Egipt. Widząc to, Antoniusz przesiadł się ze swego ciężkiego okrętu na szybką penterę i popłynął w ślad za królową.
Ucieczka Antoniusza przesądziła losy bitwy. Pozbawione dowództwa okręty walczyły dzielnie, ale działania ich nie były skoordynowane. Liburny Agrypy były za słabe, aby przez taranowanie lub abordaż zdobywać okręty nieprzyjaciela, Agrypa polecił więc miotać pociski z materiałem zapalającym. Sposób ten okazał się skuteczny. Większość okrętów spłonęła wraz z załogami, a tylko kilka dostało się do niewoli. Straty były olbrzymie, równie duże po stronie wojsk Oktawiana. Zdaniem Tadeusza Łoposzko: „Była to jedna z największych i najbardziej zaciętych bitew starożytności”.
Bitwa pod Akcjum zakończyła się pełnym zwycięstwem floty Oktawiana. Flota Antoniusza została rozgromiona, a jego armia lądowa po 7 dniach braku łączności ze swym wodzem poddała się Oktawianowi.

## Konsekwencje
Porażka pod Akcjum była dla Antoniusza ciosem, lecz z militarnego punktu widzenia nie oznaczała jeszcze klęski. Wciąż jeszcze miał on do dyspozycji liczne zasoby wojska na terenie Syrii, Egiptu i Cyrenajki. Decydujące okazały się jednak psychologiczne i moralne skutki bitwy. Na wieść o katastrofie pod Akcjum, a zwłaszcza na wieść o porzuceniu przez Antoniusza walczących wciąż oddziałów, legiony syryjskie odmówiły mu posłuszeństwa. Również nie posłuchały go legiony stacjonujące w Cyrenie. Żołnierze rzymscy stracili zaufanie do swego niegdyś popularnego wodza. Nie chcieli walczyć za sprawę Kleopatry i jej państwa. W rezultacie Oktawian mógł bez większych problemów dokonać inwazji na Egipt, skąd Antoniusz i Kleopatra nie mogli już uciec ani go powstrzymać.